# مملكة إتروريا
مملكة إتروريا (1801-1807) كانت دولة تابعة للنفوذ الفرنسي في عهد نابليون بونابرت بعد إلغاء دوقية توسكانا الكبرى.